# Кике Санчез Флорес
Енрике „Кике“ Санчез Флорес (шп. Enrique "Quique" Sánchez Flores; рођен 5. фебруара 1965. у Мадриду) је шпански фудбалски тренер и бивши фудбалер који је играо на позицији десног бека. Тренутно са клупе предводи шпанског прволигаша Севиљу

## Играчка каријера
Флорес је играо у ФК Валенсија од 1984 до 1994. Затим је играо у Реалу Мадриду до 1996, да би потом прешао у ФК Сарагоса где је и завршио играчку каријеру наредне 1997. године. Такође је наступао и за репрезентацију Шпаније на 15 утакмица.

## Тренерска каријера
Од 2001. до 2004. године је тренирао јуниорски тим Реал Мадрида, затим је до 2005. године тренирао ФК Хетафе. Од 2005. до 2007. године био је тренер Валенсије, да би 2008. године преузео ФК Бенфика у коме је остао до 2009. године. Од 2009. до 2011. је тренирао ФК Атлетико Мадрид.
Из Атлетика одлази за УАЕ где је најпре тренирао ФК Ал Ахли до 2013, а затим и ФК Ал Аин до 2014. године. Године 2015. поново одлази у Хетафе, да би 5. јуна исте године преузео енглеског премијерлигаша ФК Вотфорд. У лето 2016. године вратио се у шпански фудбал преузевши клупу Еспањола.

## Трофеји

### Играчки
Валенсија
- Друга лига Шпаније (1) : 1986/87.

Реал Мадрид
- Првенство Шпаније (1) : 1994/95.

Репрезентација Шпаније
- Европско првенство У 21 (1) : 1986.

### Тренерски
Бенфика
- Лига куп Португала (1) : 2008/09.

Атлетико Мадрид
- Лига Европе (1) : 2009/10.
- УЕФА суперкуп (1) : 2010.

Ал Ахли
- УАЕ лига куп (1) : 2011/12.
- УАЕ куп председника (1) : 2012/13.

Ал Аин
- УАЕ куп председника (1) : 2013/14.